# Acerentulus keikoae
Acerentulus keikoae är en urinsektsart som beskrevs av Imadaté 1988. Acerentulus keikoae ingår i släktet Acerentulus och familjen lönntrevfotingar.

## Underarter
Arten delas in i följande underarter:
- A. k. keikoae
- A. k. capillatus